# Região Geográfica Imediata de Propriá
A Região Geográfica Imediata de Propriá é uma das 6 regiões geográficas imediatas do Estado de Sergipe, uma das três regiões geográficas imediatas que compõem a Região Geográfica Intermediária de Aracaju e uma das 509 regiões geográficas imediatas do Brasil, criadas pelo IBGE em 2017.
É composta por 16 municípios.
Tem uma população estimada pelo IBGE para 1.º de julho de 2017 de 158 861 habitantes e área total de 2 387,337 km².